# Drehstabfeder

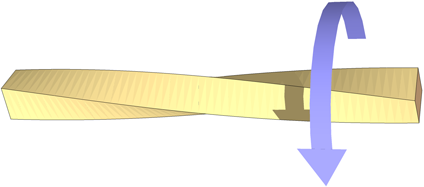
Prinzip einer Torsionsfeder, links eingespannt, rechts Torsionsmoment. Zur besseren Veranschaulichung ist ein rechteckiger Querschnitt gewählt.

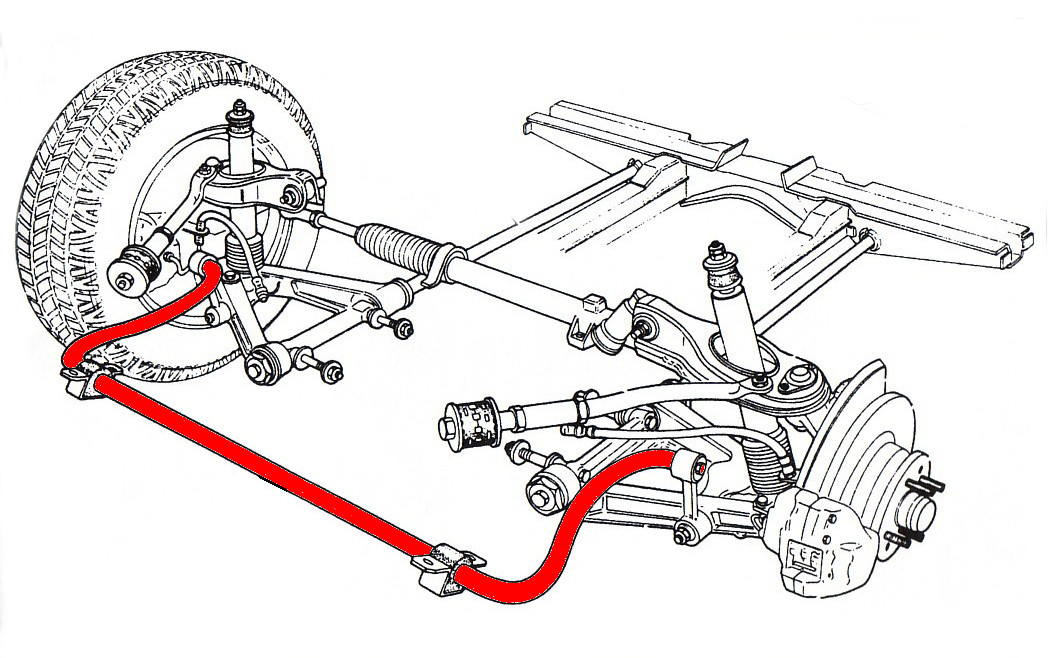
Zwei längs liegende Drehstabfedern und eine quer liegende Drehstabfeder (rot, als Stabilisator) an der Vorderachse einer Alfa Romeo Alfetta

Eine Drehstabfeder (auch Torsionsstab oder Drehstab) ist eine stabförmige Feder. Beim Verdrehen des Stabes um seine Längsachse entstehen in seinen Querschnitten Scherspannungen, die Torsionsspannungen genannt werden und mit dem von außen angebrachten Torsionsmoment im Gleichgewicht stehen. Drehstabfedern haben einen kreisförmigen oder rechteckigen  Querschnitt.
Die Drehstabfeder ist wie auch die Schraubenfeder  eine Torsionsfeder. Bei der Schraubenfeder ist der Stab schraubenförmig gewickelt, und er wird ebenfalls über seine ganze Länge vorwiegend auf Torsion beansprucht (seine zusätzliche Biegebeanspruchung ist vernachlässigbar).

## Berechnung von Verformung und Festigkeit

### Elastische Verformung
Der Verdrehwinkel  {\displaystyle \phi }  ist der Länge  {\displaystyle L}  des Stabs und dem ihn belastenden Torsionsmoment  {\displaystyle M_{t}}  proportional:
{\displaystyle \phi ={\frac {M_{t}\cdot L}{G\cdot I_{p}}}}
mit:
- dem Schubmodul  {\displaystyle G}, einer Materialkonstanten
- dem polaren Flächenträgheitsmoment  {\displaystyle I_{p}} des Querschnitts, welches  dessen Form und Größe berücksichtigt.

### Festigkeit
Unter Festigkeit wird die Grenze zwischen elastischer  und bleibende Verformung bzw. Bruch verstanden. Das Maß dafür ist die an dieser Grenze in der Drehstabfeder herrschende Torsionsspannung, die ertragbare bzw. zulässige Torsionsspannung {\displaystyle \tau _{\mathrm {zul} }}.
In über den Umfang geschlossenen Stabquerschnitten tritt die maximale Torsionsspannung {\displaystyle \tau _{\mathrm {max} }} am Rand des Querschnittes auf.
Die Bemessungs-Formel lautet:
{\displaystyle \tau _{\mathrm {max} }={\frac {M_{t}}{W_{p}}}<\tau _{\mathrm {zul} }}
Form und Größe des Querschnitts werden hier mit dem polaren Widerstandsmoment {\displaystyle W_{p}} berücksichtigt.

## Verwendung

### Zur Stabilisierung von Fahrzeugen
Drehstabfedern dienen vielfach als Stabilisator-Elemente in Kraftfahrzeugen. Gelegentlich sind Drehstabfedern auch an Hinterradschwingen von Motorrädern anzutreffen.
Bei Schienenfahrzeugen werden Drehstabfedern als Wankstütze eingesetzt; sie mindern die Wankbewegung des Fahrzeugkastens um die Längsachse.
Vor allem bei luftgefederten Fahrzeugen sind Wankstützen ein entscheidender Teil der Fahrzeugfederung.

### Zur Federung von Fahrzeugen

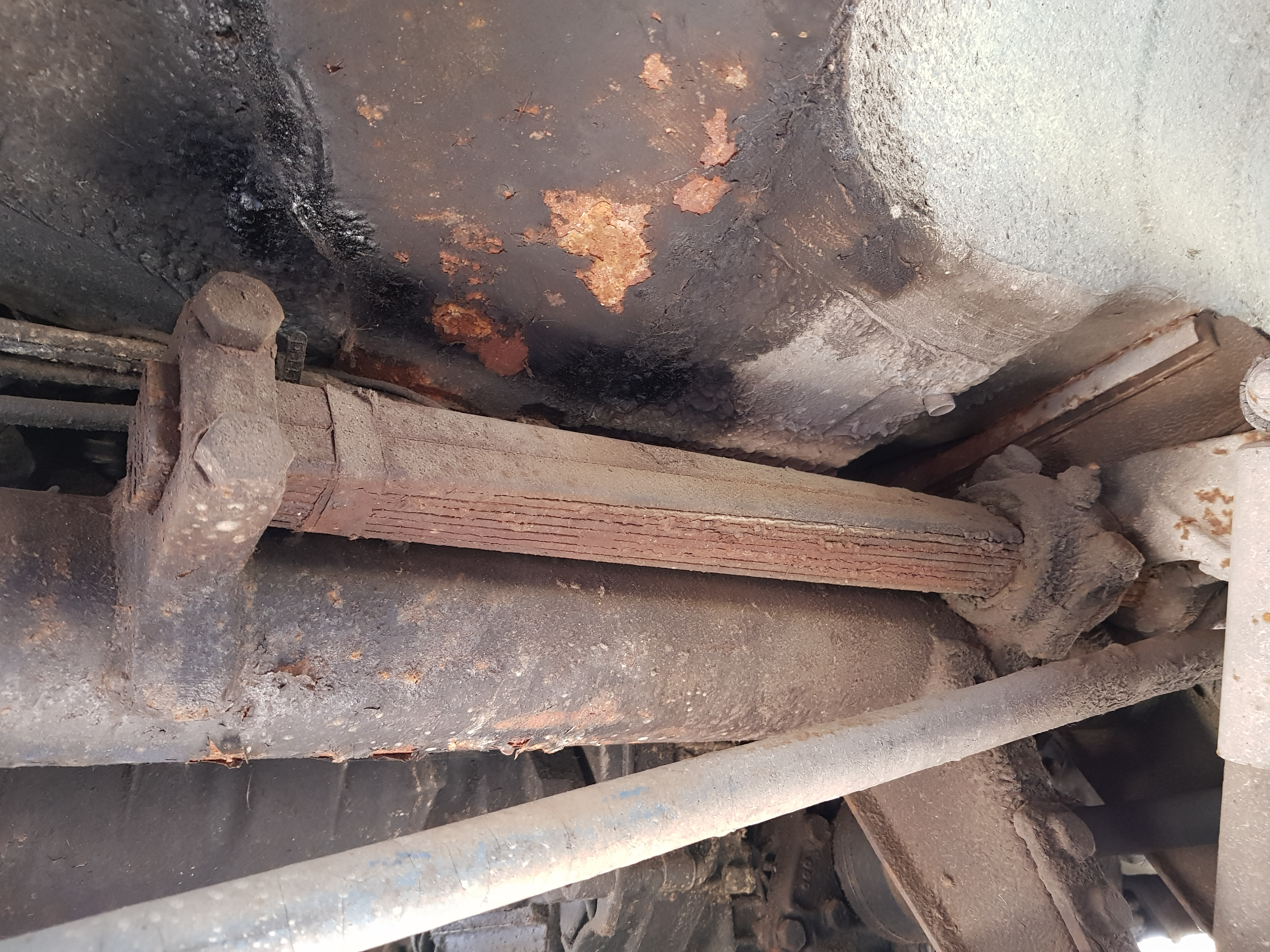
Federstabbündel in der vorderen Radaufhängung eines Harburger Transporters, hier DB L 206D

#### Pkw, Kleintransporter und Anhänger
In der Vergangenheit wurden Drehstabfedern auch zur primären Federung des Wagenkörpers verwendet. Eines der bekanntesten drehstabgefederten Autos ist der VW-Käfer mit einem „Federschwert“ als Längslenker an der Hinterachse, an dem das Halbachspendel mit dem Radlager befestigt ist. Auch in den Achsrohren der Kurbellenkervorderachse befanden sich Federblätter, die auf Torsion beansprucht wurden. Weitere bekannte Kraftwagen mit Torsionsstabfederung – meistens sind die Drehstäbe quer zur Fahrtrichtung angeordnet – sind der Audi 60 (Vorderachse: Drehstäbe in Fahrtrichtung, Hinterachse: quer), BMW 501/502 (Drehstäbe in Fahrtrichtung), DAF 55 (Drehstäbe in Fahrtrichtung), Simca 1100, Peugeot 205 (Hinterachse), VW-Bus T1, T2 und T4, VW Typ 82 (Kübelwagen), Porsche 356, Porsche 911 (bis 1989) und Barkas B 1000; Drehstabfederung ist auch an den Hinterachsen vieler Automodelle von Peugeot und Renault zu finden – bei Renault 4, 5, 6 und 16 mit leicht unterschiedlichem Radstand für die linke und rechte Fahrzeugseite, weil die beiden parallelen Drehstäbe über die Fahrzeugmitte herüberragen. Bei manchen Drehstabfederachsen, beispielsweise beim Peugeot 205, Porsche 356 und BMW 501/502, kann durch Stellelemente an der fest eingespannten Seite der Feder die Vorspannung und damit die Bodenfreiheit des Fahrzeugs justiert werden.
Die sogenannten Harburger Transporter haben Drehstabfedern mit rechteckigem Querschnitt, die gebündelt verwendet werden (Federstabbündel). Diese Bauweise findet sich zum Teil auch an leichten Pkw-Anhängern. Aufwändiger ist das Bündeln zylindrischer Drehstabfedern.

##### Sonderwege der US-Autohersteller
Packard verwendete in den Jahren 1955 und 1956 für die meisten Modelle ein Torsion-Level Ride genanntes Verbundsystem, das im Wesentlichen aus zwei Hauptdrehstäben längs und zwei auf die Hinterachse wirkenden Hilfsstäben bestand. Mit einem dazwischengeschalteten, relaisgesteuerten Elektromotor funktionierte das System als automatische Niveauregulierung: Es hielt das Auto stets waagerecht und glich innerhalb von 7 Sekunden die Zuladung im Kofferraum selbständig aus. Außerdem konnte es einen Radwechsel unterstützen. Die zeitliche Verzögerung war notwendig, damit die Elektrik nicht bei jeder Bodenunebenheit eingriff, sondern erst, wenn eine dauerhafte Gewichtsveränderung eintrat, zum Beispiel wenn Fahrgäste ein- oder ausstiegen oder der Kofferraum beladen wurde.
Chrysler hatten von 1957 bis 1970 eine Torsion-Aire genannte Drehstabfederung für die Vorderachse. Sie sollte auch die exzessive Seitenneigung in Kurven vermindern. Für die Aufhängung der Hinterachse wurde lange an Blattfedern festgehalten. Das System wurde 1971 zur Torsion Quiet weiterentwickelt (bis 1992).
General Motors ging mit seinen 1966 resp. 1967 eingeführten Luxus-Coupés Oldsmobile Toronado und Cadillac Eldorado (bis 1978) einen ähnlichen Weg, allerdings wohl eher aus Platzgründen. Hinten wurden stets Schraubenfedern verwendet.

#### Zweiräder
Auch an Zweirädern kam die Anwendung von Drehstabfederung vor, darunter an der Hinterachse der Stadtroller Wiesel und Berlin sowie – vorn und hinten – bei Fahrzeugen von Lutz, Braunschweig. In Fahrtrichtung liegende lange Drehstäbe hatte die englische Douglas Mark III um 1949.

#### Seitenwagen
Die Seitenwagenräder einiger Hersteller (z. B. Felber) haben Drehstabfederung.

#### Lkw
Die tschechischen Tatra 813 und Tatra 815 sind bis zu vierachsige extrem geländegängige Nutzfahrzeuge mit Zentralrohrrahmen und einzeln an Halbachsen aufgehängten Rädern. Die 4x4-Varianten sind an allen Achsen und die 6x6-Varianten sind an der hinteren Achse mit längs eingebauten Drehstäben gefedert. Die Vorderachsen der 6x6- und alle Achsen der 8x8-Variante sind mit Halbelliptik-Blattfedern gefedert (Bogie-Achsen). Die Sattelzug-Variante ist an den Vorderachsen mit Drehstabfederung und an den Hinterachsen mit Luftfedern ausgerüstet.

#### Militär

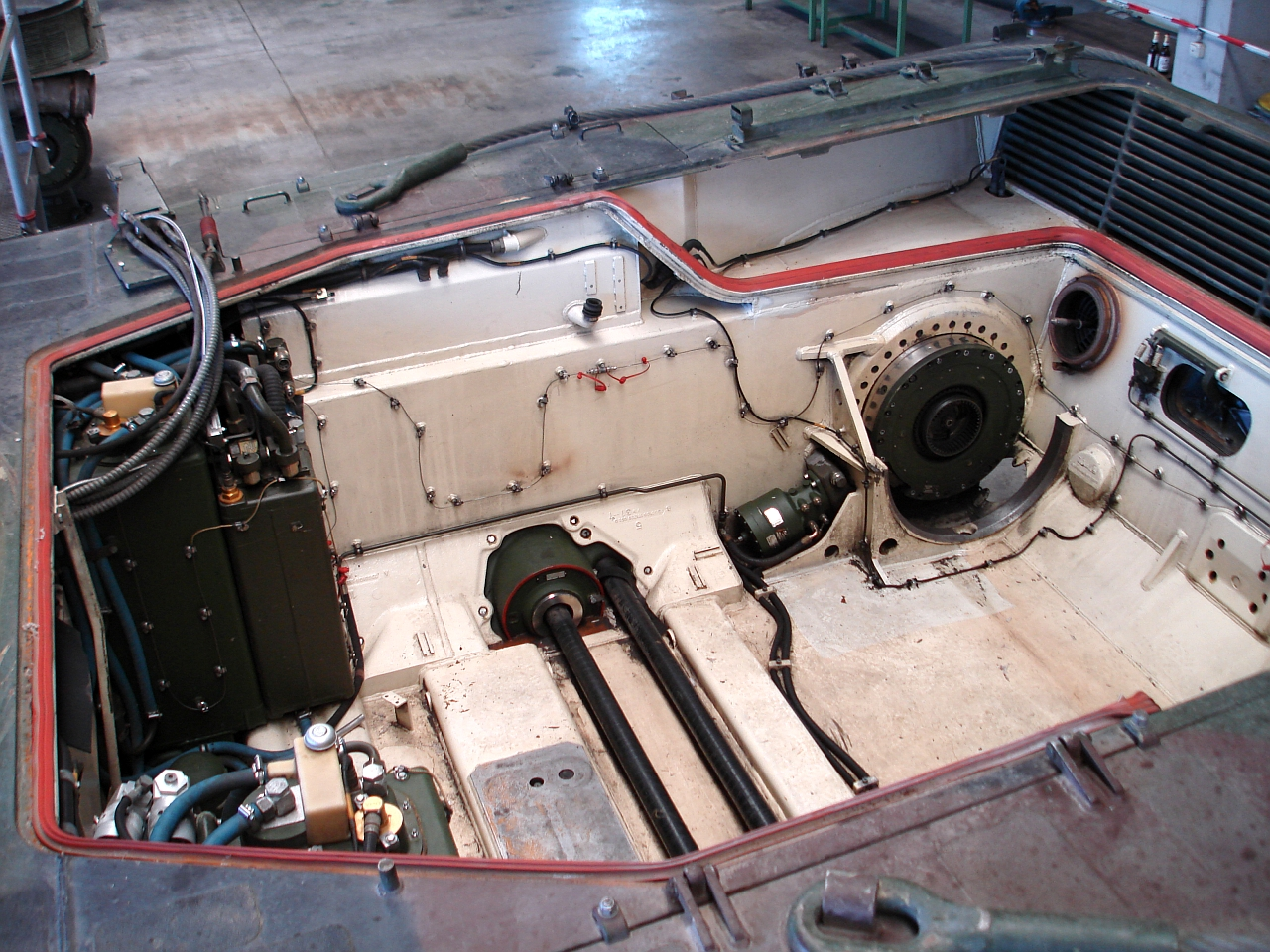
Zwei Drehstabfedern (quer zum Fahrzeug) im Triebwerkraum des Leopard 2

Ein weiteres Einsatzgebiet für Drehstäbe sind Panzerkettenlaufwerke: Seit dem Zweiten Weltkrieg beruht die Federung von mittleren (PzKw III – ab Ausf. E, Panther) und schweren Panzern (Tiger und Königstiger) sowie bei neueren Kampfpanzern wie dem Leopard 2, T-80 oder dem M1 Abrams auf Drehstäben.

### Weiteres
Drehstabfedern kommen als Ventilfedern in Viertaktmotoren vor (Honda).
Die Abstützung der Heckklappe des WAS-2102 erfolgt mittels Drehstabfedern.
Über Fahrzeuge hinaus werden Drehstabfedern angewendet:
- als Torsionspendel in mechanischen Uhren
- als Torsionsband in Drehspulmessinstrumenten (zur Erzeugung des Reaktionsmoments und als Lagerelement für die Drehspule)
- als kuppelbare Seilbahnklemme „DT“ („Doppelmayr Torsion“), die seit 1993 von Doppelmayr Garaventa hergestellt wird.
- zur Begrenzung des Drehmoments eines Schlagschraubers beim Anziehen von (Rad-)Schrauben.[4]